# Paro (singolo)
Paro è un singolo della cantante francese Nej, pubblicato il 21 maggio 2021 come terzo estratto dal secondo EP SOS: Chapitre II.

## Video musicale
Il video musicale è stato reso disponibile il 21 maggio 2021.

## Tracce
Testi e musiche di Nej e Nasraddine.
1. Paro – 3:25

## Formazione
- Nej – voce
- Nasraddine – produzione

## Classifiche
| Classifica (2022) | Posizione massima |
| ----------------- | ----------------- |
| Francia           | 130               |
| Germania          | 93                |
| India             | 13                |
| Svizzera          | 82                |